# 三河灣國定公園

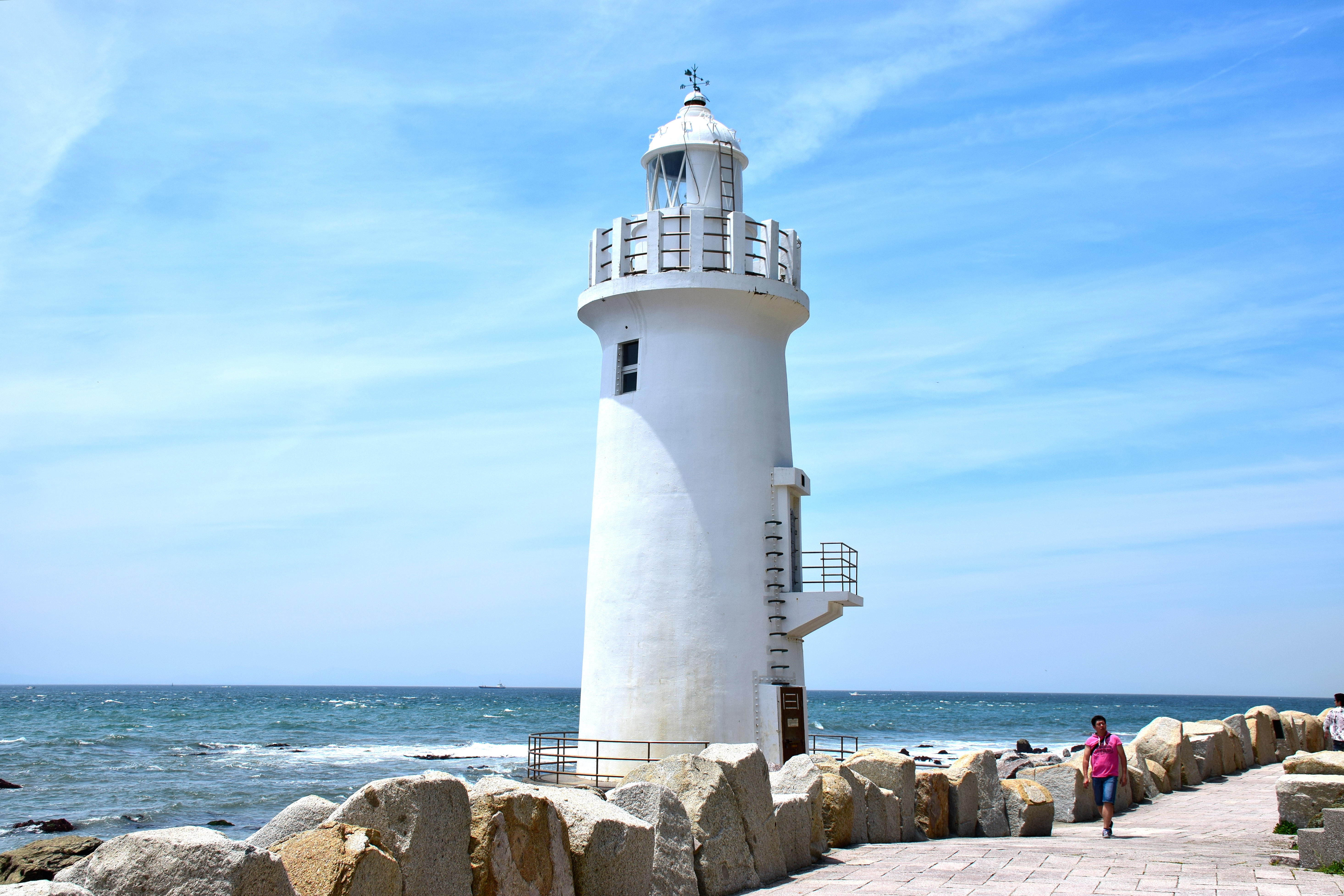
伊良湖岬燈塔

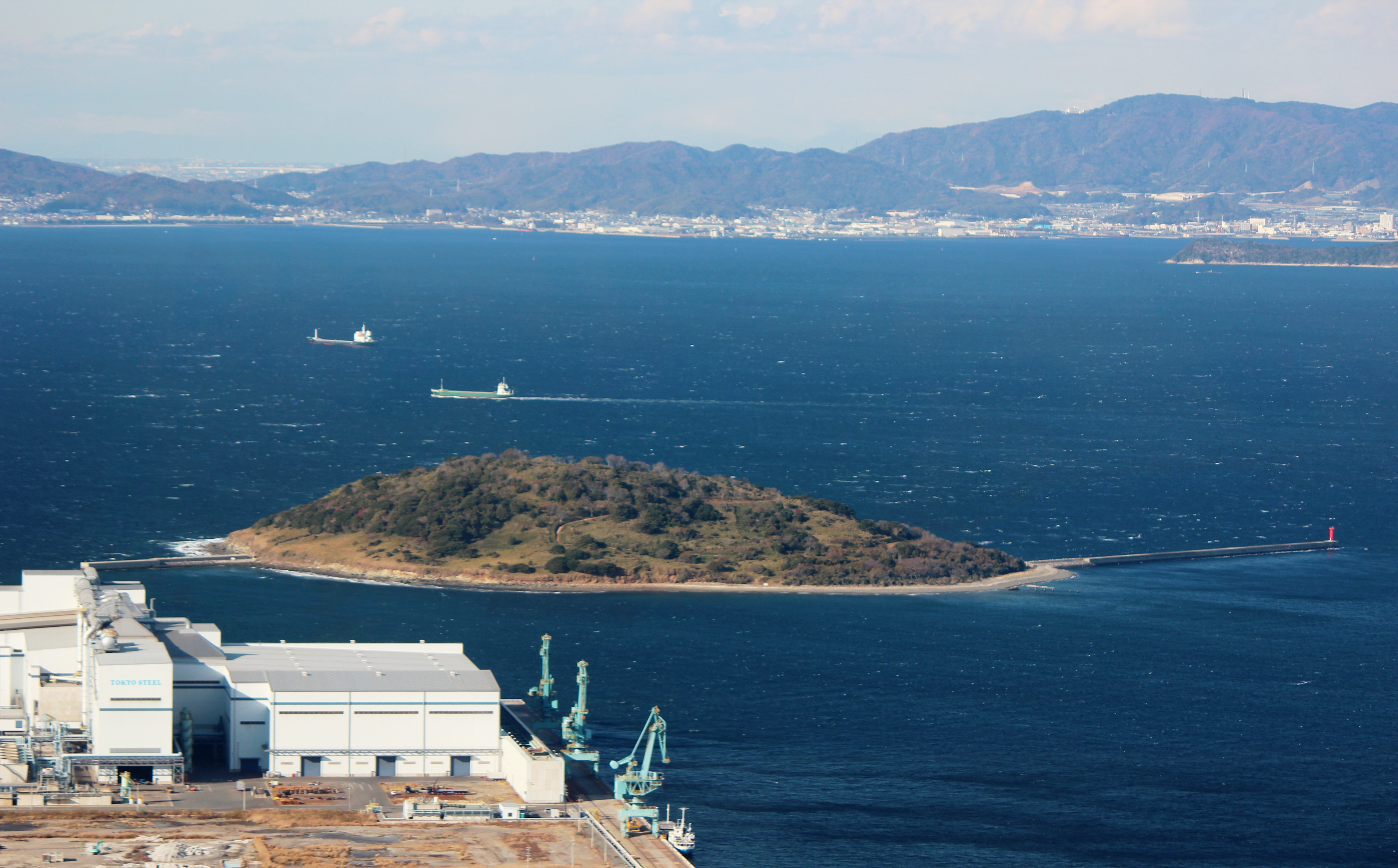
藏王山望向姬島。

三河灣國定公園（日语：／ Mikawa-wan Kokutei Kōen），是位在日本愛知縣的國定公園。1958年4月10日指定。總面積9,457ha。

## 概要
本公園涵蓋了渥美半島沿岸部、三河灣東部及知多半島南岸一帶（岡崎市、幸田町、西尾市、蒲郡市、豐川市、豐橋市、田原市、美濱町、南知多町）。沿岸有許多白砂青松海灘與海灣。靠近中京圈，因此有多處海水浴場，是都市民眾的海邊度假區。溫泉開發興盛，園內有內海溫泉等的南知多溫泉鄉，以及吉良、西浦、三谷、形原等溫泉。三河灣有佐久島、日間賀島、篠島等島嶼。蒲郡市西部的三根山可一覽三河灣。

## 車道
- 宮崎觀光線：西尾市吉良町宮崎（國定公園邊界）
- 三根山Skyline（日语：三ヶ根山スカイライン）：蒲郡市金平町（形原溫泉、國定公園邊界）～西尾市西幡豆町（國定公園邊界）
- 三河灣Skyline（日语：三河湾スカイライン）：蒲郡市柏原町大迫（國定公園邊界）～蒲郡市三谷町（三谷溫泉、國定公園邊界）
- 宮路線：豐川市赤坂町（國定公園邊界）～豐川市長澤町
- 高塚豐南海濱道路：豐橋市高塚町字名操（國定公園邊界）～豐橋市（豊南）
- 久美原線：田原市六連町（國定公園邊界）～田原市（久美原海岸、國定公園邊界）
- 藏王山線（日语：愛知県道399号蔵王山線）：田原市田原町（國定公園邊界）
- 瀧頭仁崎線：田原市（瀧頭、國定公園邊界）～田原市仁崎町（國定公園邊界）
- 瀧頭線：田原市田原町～田原市（瀧頭）
- 伊良湖岬線：田原市中山町（國定公園邊界）～　田原市小鹽津町（國定公園邊界）

## 主要景點
- 南知多溫泉鄉（日语：南知多温泉郷）
- 吉良溫泉（日语：吉良溫泉）
- 西浦溫泉（日语：西浦溫泉）
- 三谷溫泉
- 形原溫泉
- 三根山（日语：三ヶ根山）
- 伊良湖岬（日语：伊良湖岬）
- 佐久島（日语：佐久島）
- 日間賀島（日语：日間賀島）
- 篠島（日语：篠島）

## 關連市町村
- 愛知縣 - 豐橋市、岡崎市、豐川市、蒲郡市、田原市、南知多町、美濱町、一色町、吉良町、幡豆町、幸田町

## 集團設施地區、自然中心
| 地區名 | 面積   | 所在地       | 使用人數（人） |
| ------ | ------ | ------------ | -------------- |
| 伊良湖 | 34.3ha | 愛知縣田原市 | 71,000         |

## 關連項目
- 國定公園